# Пирій палермський
Пирій палермський, регнерія палермська як Roegneria panormitana (Elymus panormitanus) — вид трав'янистих рослин родини злакові (Poaceae), поширений у південній Європі та західній Азії.

## Опис
Багаторічна рослина 85–100 см заввишки. Колоси прямі, стрункі, 12–17 см завдовжки. Колоски великі, 18–22 мм завдовжки (не рахуючи довжини остюків). Листки плескаті, 5–9 мм завширшки, гостро-шершаві. Колоскові луски 17–21 мм завдовжки.
Цвіте в червні, насіння дозріває в серпні.

## Поширення
Поширений у південній Європі від Іспанії до Криму, в західній Азії до північно-західного Ірану.
В Україні вид зростає у дубово-грабинникових лісах нижнього гірського пояса — у південному Криму, дуже рідко (гори Аюдаг і Кастель).

## Загрози й охорона
Загрозами є вузька екологічна амплітуда виду (особливо на градієнтах зволоження і кислотності субстрату), зменшення числа відповідних екотопів в результаті зміни природних угруповань.
Занесений до Червоної книги Україні в статусі «Зникаючий». Істотних заходів по охороні виду не робилося, моніторингові спостереження велися в ландшафтному заказнику загальнодержавного значення «Аю-Даг».